# Der Solist (Film)
Der Solist (Originaltitel: The Soloist) ist ein Filmdrama aus dem Jahr 2009. Der Film beruht auf dem gleichnamigen Buch des US-amerikanischen Journalisten Steve Lopez. Er handelt von der wahren Geschichte des hochbegabten Cellisten Nathaniel Ayers, der an Schizophrenie leidet. In den Hauptrollen spielen Jamie Foxx und Robert Downey Jr. Das Drehbuch zum Film wurde von Susannah Grant geschrieben, Regie führte Joe Wright. Der Kinostart in Deutschland war am 10. Dezember 2009.

## Handlung
Der Journalist Steve Lopez ist kurz vor Redaktionsschluss auf der Suche nach einem Thema für seine Kolumne bei der Los Angeles Times. In der Stadt begegnet er dem Obdachlosen Nathaniel Ayers und betrachtet ihn beim Spielen einer Violine mit nur zwei Saiten. Er erfährt, dass Ayers an der Juilliard School studiert hat und ein begabter Cellist war. Lopez schildert seine Eindrücke in seiner Kolumne und erhält als Reaktion unter anderem ein Cello, das eine Leserin für Ayers als Geschenk bestimmt hat. Er übergibt ihm das Cello unter der Bedingung, dass Ayers sich einen Schlafplatz in einer Anlaufstelle für psychisch kranke Obdachlose sucht. Die beiden freunden sich an, während Lopez weitere Kolumnen über Ayers schreibt und dessen schizophrene Schübe erlebt. Im Bestreben, Ayers zu helfen, drängt er ihn, sich medizinisch behandeln zu lassen, und belastet damit ihr Vertrauensverhältnis. Schließlich sieht Lopez ein, dass Musik, besonders die von Ayers Lieblingskomponisten Beethoven, der einzige Halt für Ayers zu sein scheint.
Im Laufe des Films schildern mehrere Rückblenden die Kindheit von Ayers, seinen Eintritt ins Konservatorium und seine beginnende Schizophrenie, die ihn vom Spielen abhält, Angst vor seiner Wohnung auslöst und ihn schließlich auf die Straße treibt.

## Kritik
„‚Der Solist‘ geht gleich mehrfach zu Herzen, denn hier wird geschickt die Hochkultur mit den Unwägbarkeiten des Schicksals vermittelt. […] ‚Der Solist‘ steht in der Tradition von Hollywood-Hits wie ‚Rain Man‘; im Zentrum steht immer eine Schauspielerleistung, die direkt aufs Virtuose zielt. Jamie Foxx übertreibt es zum Glück nicht hemmungslos, aber auch er kann nicht verhindern, dass Regisseur Joe Wright insgesamt recht dick aufträgt. Ganz so, als müsste der Film selbst wie eine Symphonie von Beethoven sein.“

„Die Absicht des Films, auf das Schicksal der Obdachlosen in der Stadt der Engel aufmerksam zu machen, ist redlich. Es wäre zu wünschen gewesen, dass dies nicht in einer solch nüchternen Erzählweise geschieht, die völlig unberührt lässt. Fazit: Leidenschaftsloser Appell an die Menschlichkeit.“

„Das Drama bedient vornehmlich einschlägige Publikumserwartungen und findet nie zu einem eigenen Stil oder einem inneren Zentrum. Auch die Leistung der Darsteller fällt letztlich der geringen Inspirationsfähigkeit von Buch und Regie zum Opfer.“

„Jamie Foxx vermittelt in seiner beachtlichen Darstellung ein überzeugendes Bild jener typischen psychotischen Symptome, wie man sie leider so oft bei Obdachlosen beobachten kann. […] Zerbrochen am Leistungsdruck der Akademie soll er nun auch noch auf ein antikes Cello aufpassen, das etliche Zehntausend Dollar wert ist. Kein Wunder, dass er einen schweren Rückschlag erleidet. Hier müsste die eigentliche Geschichte einsetzen, hier könnte Joe Wrights Film tatsächlich in die Lebenswelt der sozial Ausgegrenzten eintauchen und die Frage stellen, warum diese Menschen auch in einem menschenfreundlichen Sozialdrama noch an ihren Leistungen gemessen werden. […] Es ist wie in der unsäglichen ‚Wüstenblume‘, die gerade ihren einmillionsten Besucher zählte: Niemand rechnet mehr damit, dass es noch andere Geschichten gibt als ‚Wer wird Millionär und Klassik-Superstar‘.“

## Auszeichnungen
Deutsche Film- und Medienbewertung (FBW): Prädikat besonders wertvoll